# سسوئه هایاکاوا
سسوئه هایاکاوا (انگلیسی: Sessue Hayakawa؛ زاده ۱۰ ژوئن ۱۸۸۹ – درگذشته ۲۳ نوامبر ۱۹۷۳) بازیگر اهل ژاپن بود. وی بین سال‌های ۱۹۱۴ تا ۱۹۶۶ میلادی فعالیت می‌کرد.

## پیوند به بیرون

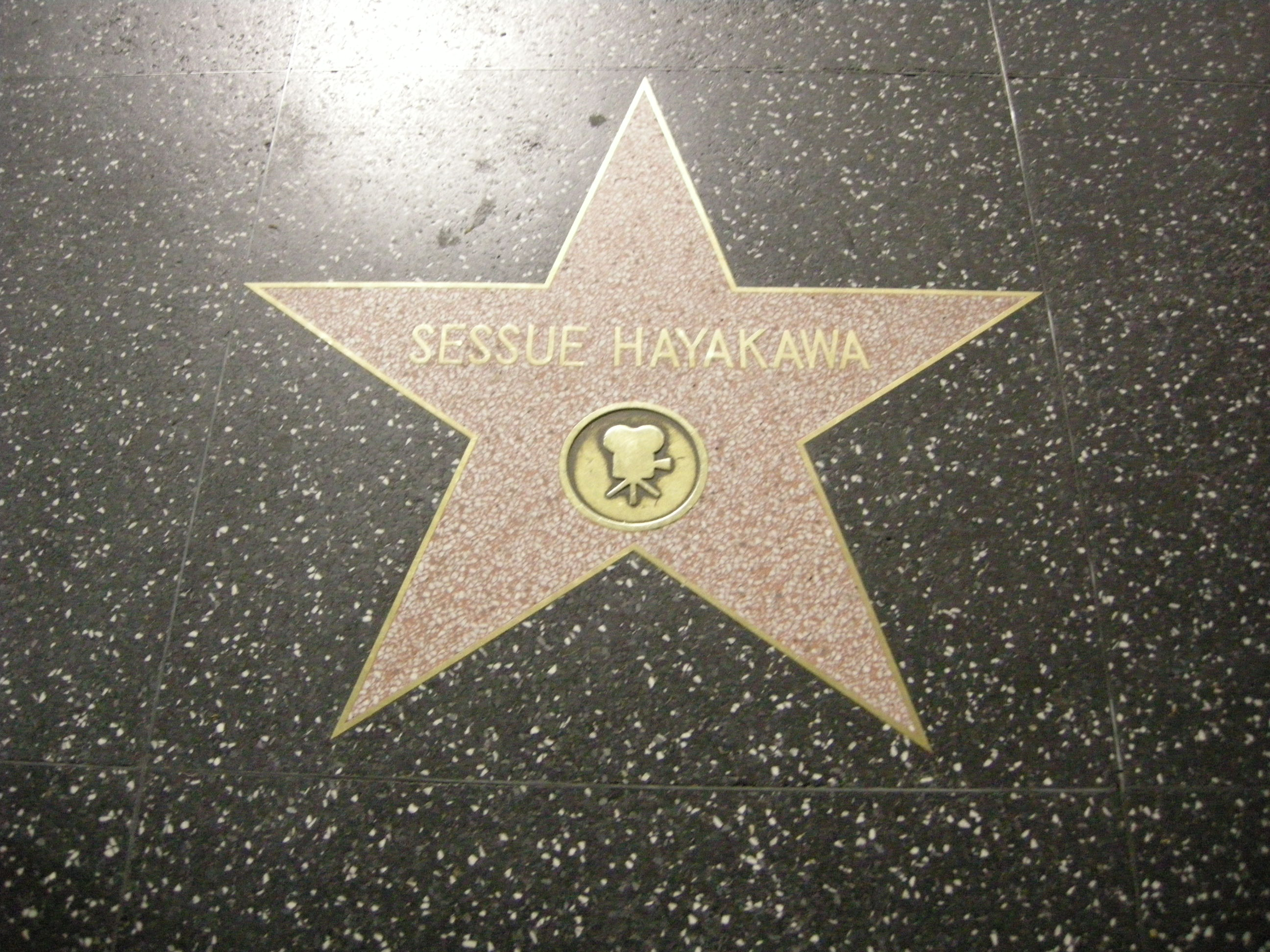

## فیلم‌شناسی
- تایفون (۱۹۱۴)
- تونگ من (۱۹۱۹)
- طوفان بر فراز آسیا (۱۹۳۸)
- جوئه توکیو (۱۹۴۹)
- پل رودخانه کوای (۱۹۵۷)
- پسر گیشا (۱۹۵۸)